# István Tóth (piłkarz)
István Tóth-Potya (ur. 28 lipca 1891 w Budapeszcie, zm. 6 lutego 1945 tamże) – węgierski piłkarz i trener.
Istvan Toth znajdował się w kadrze reprezentacji Węgier na Igrzyskach Olimpijskich w 1912 roku w Sztokholmie, jednakże nie zagrał tam ani minuty.
W reprezentacji Węgier zagrał w 18 meczach, strzelając 8 goli. Występował w Budapesti Torna Club, Nemzeti SC, Ferencvárosi TC
W latach 1931–1932 trenował Inter Mediolan.